# Многоколосник фенхельный
Многоколо́сник фе́нхельный, или Многоколосник фенхелевый (лат. Agastache foeniculum) — многолетнее травянистое растение, вид рода Многоколосник (Agastache) семейства Яснотковые (Lamiaceae), или Губоцветные (Labiatae).
Родина растения — Северная Америка. Культивируется по всему миру как садовое декоративное растение, а также как пряно-вкусовое растение. Хороший медонос.

## Название
В России растение в большей степени известно под названием Лофант анисовый, соответствующим одному из синонимов, Lophanthus anisatus (Nutt.) Benth. (род Лофант, согласно современным представлениям, является отдельным родом той же подтрибы Nepetinae, к которой относится и род Многоколосник).
Английское общеупотребительное название растения — fennel giant hyssop (фенхельный гигантский иссоп).

## Распространение
Естественный ареал вида охватывает северную часть США, а также пограничные с США провинции Канады.
У себя на родине растение в дикой природе почти исчезло.

## Биологическое описание
Многоколосник фенхельный в значительной степени похож на Agastache rugosa — Многоколосник морщинистый (корейскую мяту).

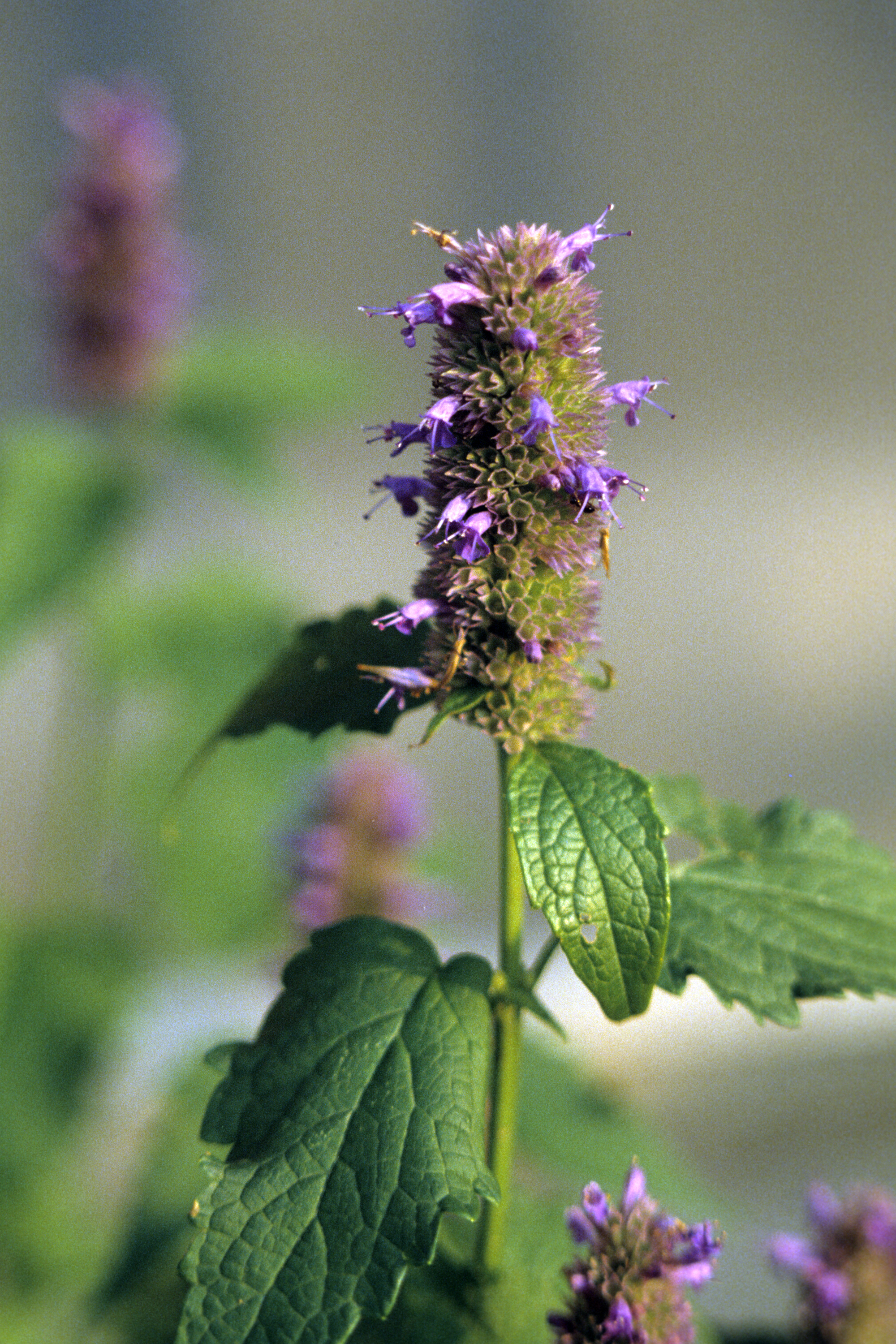
Многоколосник фенхельный. Верхняя часть растения в конце цветения

Многолетнее травянистое растение высотой от 45 до 150 см; диаметр отдельного растения может достигать 90 см. Стебли прямостоящие, ребристые, относительно мягкие, простые или ветвистые. Листья супротивные, простые, ланцетные, с зубчатыми краями, длиной до 8 см. Цветки зигоморфные, двугубые, образуют на верхушках стеблей плотные колосовидные соцветия. Венчики тёмно-розовые (розово-голубые, фиолетовые). Время цветения на родине — с июня по сентябрь.

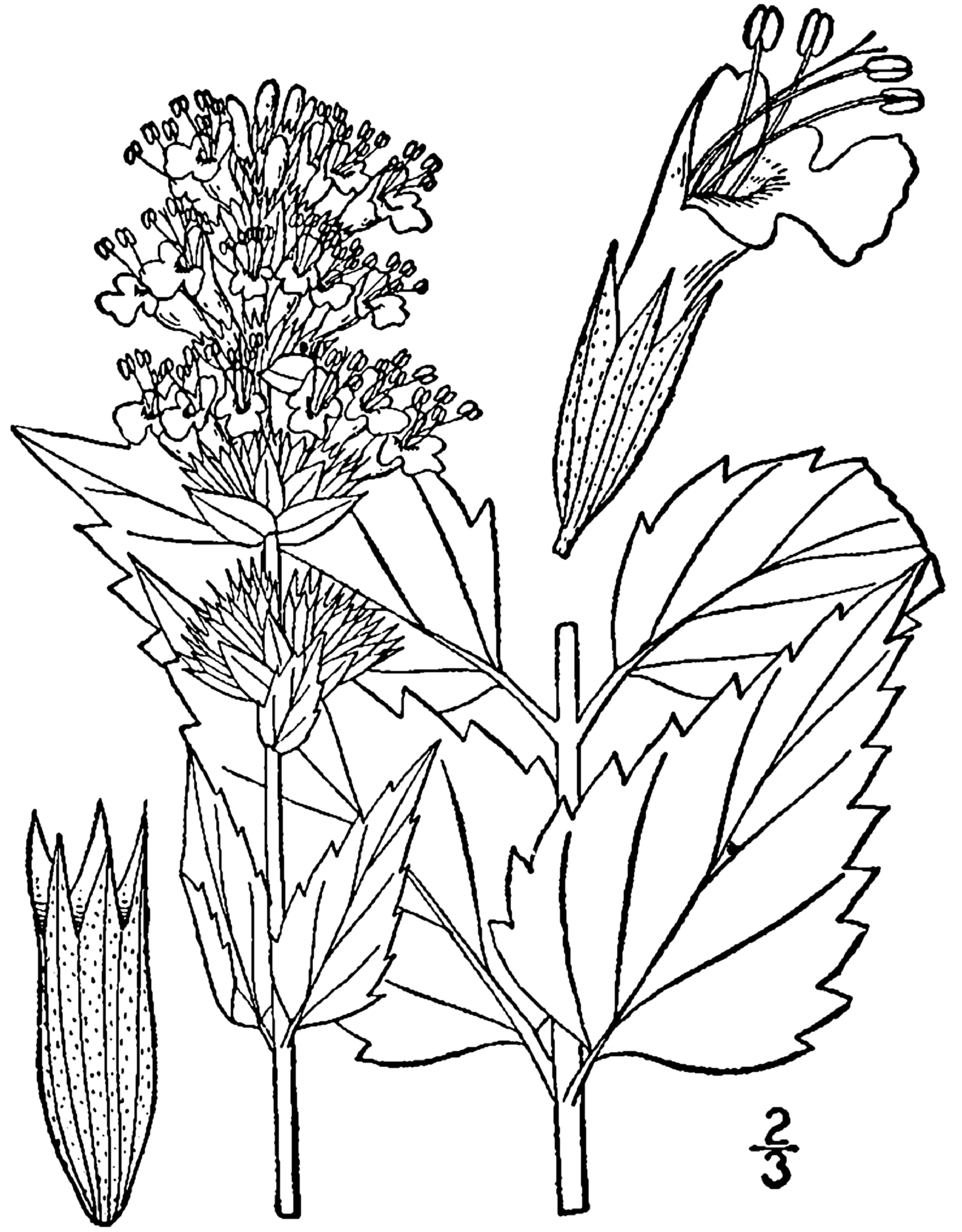
Многоколосник фенхельный. Ботаническая иллюстрация из 3-го тома Illustrated flora of the northern states and Canada (1913)

Плод — ценобий: дробный плод, состоящий из четырёх орешковидных плодиков (эремов).

## Химический состав
Содержание эфирного масла составляет около 2,5 % в свежесобранном сырье и около 2,2 % в высушенном. Доминирующими элементами эфирного масла являются пулегон и ментон: в эфирном масле, полученном из свежих растений, их содержание составляет соответственно 43 и 20 %, а в эфирном масле из сухого сырья — соответственно 27 и 42 %.
В траве многоколосника фенхельного найдены различные фенольные соединения, в том числе оксикоричные кислоты (хлорогеновая, кофейная, галловая, π-кумаровая), умбеллиферон, лютеолин, кверцетин. Общее количество флавоноидов в пересчёте на лютеолин составляет 5,5—6 %; содержание галловой кислоты — 2—2,5 %. Дубильные вещества составляют от 6,5 до 8,5 %, сумма органических кислот — около 1 %, в том числе аскорбиновая кислота — от 0,1 до 0,15 %.

## Использование

### В пищевых целях

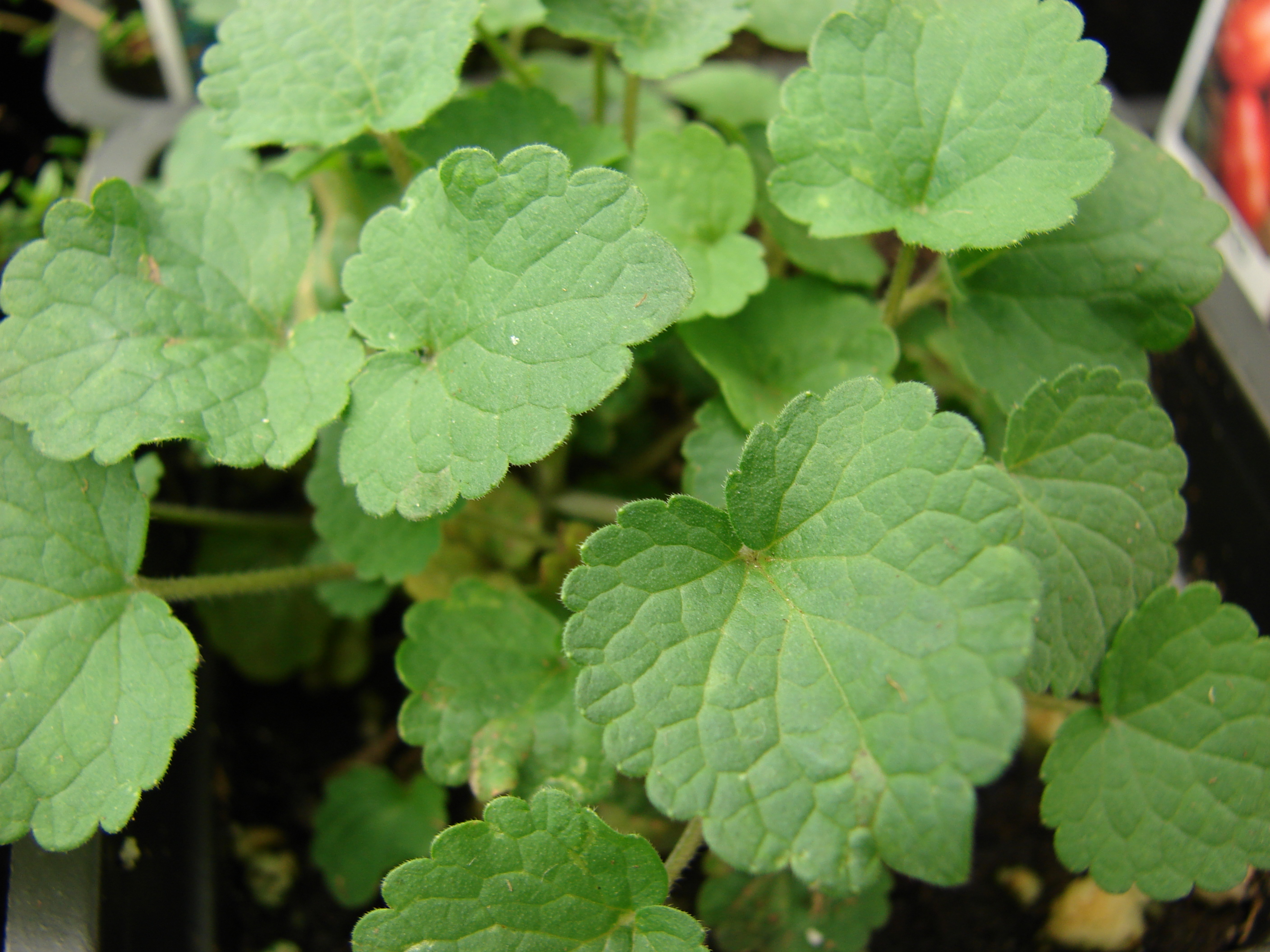
Молодые растения многоколосника фенхельного

Растение обладает достаточно сильным запахом, напоминающим анис (а также лакрицу и фенхель), в связи с чем его листья применяются как приправа в кулинарии для ароматизации салатов (для придания им «освежающего» вкуса), мясных и рыбных блюд, напитков. Кроме того, листья используют для приготовления травяного чая (такой напиток приготовляли в том числе и индейцы на родине растения). Листья применяют как в свежем, так и в сушёном виде.

### В медицине
В народной медицине растение используется для лечения простудных заболеваний, а также при воспалительных процессах желудочно-кишечного тракта и мочевыделительной системы. Как наружное лечебное средство многоколосник фенхельный применяется как противомикробное и противовоспалительное средство, в том числе при лечении рубцовой алопеции, дерматитов грибковой природы, себореи. Кроме того, растение используется для укрепления волос и стимулирования их роста.
В научной медицине растение не используется, однако потенциально является сырьём для производства многих лекарственных средств: фитохимические исследования показали, что трава многоколосника фенхельного содержит комплекс биологически активных веществ, обладающих антиоксидантным, противомикробным, антимикотическим и пилотропным действиями.

### В пчеловодстве
Растение является ценным медоносом. В Северной Америке имеются значительные площади, на которых многоколосник фенхельный выращивается для получения специфического мёда, имеющего сильный анисовый вкус. Растение даёт взяток с начала цветения (май — июнь) до наступления холодов. Продуктивность нектара условно чистыми насаждениями от 90 до 180 кг/га — в зависимости от плодородия почвы. При создании непрерывного нектароносного конвейера посевы целесообразно сочетать с посевами синюхи голубой. При этом они непрерывно цветут около 120 дней.

### В садоводстве
В Европе многоколосник фенхельный культивируется большей частью в декоративных целях ради красивых соцветий. В частности, растение используется в бордюрных посадках.

## Агротехника
Растения предпочитают хорошо дренированную влажную почву, солнечное местоположение. Размножение — семенами и черенками.
Нередко растение выращивается как однолетнее.
В открытом грунте растение пригодно для выращивания в зонах морозостойкости с 8 по 10. Есть сведения о том, что растение выдерживает морозы до минус 20 °C.

## Синонимы
Систематическое положение вида в течение длительного времени было неустойчивым, его включали в различные роды — Иссоп (Hyssopus), Лофант (Lophanthus), Перилла (Perilla), Хиптис (Hyptis), Чистец (Stachys) и пр., в связи с чем образовалось большое число синонимов. По информации базы данных The Plant List (2013), в синонимику вида входят следующие названия:
- Agastache anethiodora (Nutt.) Britton & A.Br. — Многоколосник укропный
- Agastache foeniculum f. bernardii B.Boivin
- Agastache foeniculum f. candicans B.Boivin
- Hyptis marathrosma (Spreng.) Benth.
- Hyssopus anethiodorus Nutt. — Иссоп укропный
- Hyssopus anisatus Nutt. — Иссоп анисовый
- Hyssopus discolor Desf.
- Hyssopus foeniculum (Pursh) Spreng. — Иссоп фенхельный
- Lophanthus anisatus (Nutt.) Benth. — Лофант анисовый
- Lophanthus foeniculum (Pursh) E.Mey. — Лофант фенхельный
- Perilla marathrosma Spreng.
- Stachys foeniculum Pursh basionym — Стахис фенхельный
- Vleckia albescens Raf.
- Vleckia anethiodora (Nutt.) Greene — Влекия укропная
- Vleckia anisata (Nutt.) Raf. — Влекия анисовая
- Vleckia bracteata Raf.
- Vleckia bracteosa Raf.
- Vleckia discolor Raf.
- Vleckia foeniculum (Pursh) MacMill. — Влекия фенхельная
- Vleckia incarnata Raf.